# Meje
Meje är en ort i Mexiko, tillhörande kommunen Jocotitlán i den nordvästra delen av delstaten Mexiko. Orten hade 596 invånare vid folkräkningen 2010.